# Кузнецовка (платформа)
Кузнецовка (также — 611 км) — остановочный пункт / пассажирская платформа Санкт-Петербург-Витебского региона Октябрьской железной дороги. Расположена в городском поселении Себеж Себежского района Псковской области на 612-м километре железнодорожной линии Москва — Рига. До 2004 года имела статус станции (раздельного пункта).

## История
Достоверно неизвестно, в каком году была открыта станция (или платформа), однако на карте 1943 года отмечена станция Кузнецовка в составе Калининской железной дороги (Калининская область (ныне Тверская), Себежский район). В военных сводках 16 июля 1944 года говорится об освобождении станции Кузнецовка. Названа в честь соседней деревни Кузнецовка.
В конце 50-х годов Идрицкая дистанция пути была объединена с Новосокольнической.
В 1961 году Калининская железная дорога была расформирована. Участок Шаховская — Посинь был передан в управление Октябрьской железной дороге.
Станция Кузнецовка в послевоенные годы открывалась и закрывалась неоднократно.

" Остановочный пункт Кузнецовка "прославился" в июне 1976 года в связи с случившейся крупной аварией. Станция была закрыта, ограничений не было, и на скорости 60-70 километров с рельс сошёл грузовой поезд, перевозивший капролактам в двух цистернах (к счастью, не пролился), уголь, удобрения, катки для танков, полевые кухни, листовую жесть для консервных банок. Станция была открыта с 2 по 16 июня. Одним из первых приехал руководивший ликвидацией последствий аварии начальник Псковского отделения Мельников. Чуть позже на автомотрисе приехал главный ревизор Октябрьской дороги по безопасности движения Зеленин. Он привез с собой временного начальника станции - запасного дежурного по станции Пустошка Владимира Киселева. От станции Заваруйка ехали уже на АГМ, от границ станции — пешком. Потерпевший аварию поезд кучей с двухэтажный дом загромоздил обе колеи. Прибыли восстановительные поезда из Резекне, Дно, Великих Лук и Новосокольников. Временный персонал прибыл из Себежа, в том числе дежурной — будущий начальник станции Себеж. Завал на боковом пути разобрали за 12 часов, открыли временное движение с ограничением в 40 километров в час. А уже 8 июня через станцию прошёл первый эшелон  для Себежской базы (приказ 30/164 от 6.6.76 Обеспечить работу 8/6-2637 Кузнецовка). Рассматривалось две версии причины аварии: уширение колеи с "крайним" мастером Богдановым и отвал шейки колесной пары. Окончательный вердикт комиссии мне неизвестен"— ДСП по станции Пустошка Владимир Киселёв.
По состоянию на 1983 год станция закрыта.
По состоянию на 1986 год пассажирские поезда дальнего следования по станции (платформе) не останавливаются. Без остановки мимо пункта проходили поезда: №1/2 "Латвия", №3/4 "Юрмала", №31/32, №185/186 и №393/394, все сообщением Москва — Рига — Москва.

## Современное состояние
В Атласе Псковской области 1997 года обозначена как остановочный пункт 611 км. В 1996-2000 гг. станция Кузнецовка была промежуточной станцией 5 класса (существовавшие перегоны: Кузнецовка — Себеж, Кузнецовка — Заваруйка). В мае 2004 года станция Кузнецовка закрыта. Пригородные поезда останавливаются на главном пути. Первый путь на деревянных шпалах с невысокой песчаной платформой разобран на стрелках.
По состоянию на 2008-2009 год останавливались пригородные поезда №6501/6502 и №6505/6506 Великие Луки — Себеж — Посинь (отпр. на Себеж: №6501 в 12:13, №6505 в 21:09, отпр. на Великие Луки: №6502 в 15:38, №6506 в 4:24). В составе поездов №6501/6502 курсировали вагоны беспересадочного сообщения Москва — Себеж и Санкт-Петербург — Себеж.
С 2015 года была отменена последняя останавливающаяся пара пригородных поездов №6505/6506 Великие Луки — Себеж.
Движение поездов дальнего следования прекратилось полностью с отменой беспересадочных прицепных вагонов от/до Москвы и Санкт-Петербурга. До марта 2020 года без остановки курсировал единственный поезд №1/2 "Latvijas Ekspresis" сообщением Москва — Рига — Москва. С 16 марта 2020 года в связи с распространением коронавирусной инфекции движение единственного поезда было прекращено по инициативе латвийской стороны, так как поезд № 1/2 «Latvijas Ekspresis» принадлежал частному латвийскому перевозчику. По состоянию на 2020 год по платформе нет остановки ни у одного поезда.
Платформа боковая, низкая, немного изогнутая. Расположена на неэлектрифицированном однопутном перегоне Заваруйка — Себеж. Выход к деревне Кузнецовка (к югу) и Птушкино (к северу). В Кузнецовке расположена автобусная остановка, позволяющая добраться до Себежа (автобус Себеж — Дубровка — Себеж). К востоку от платформы расположен переезд автодороги 58К-284 (Опочка — Дубровка — граница с Беларусью).

### Проблема наименования и километраж
Официальное название согласно единой сетевой разметке, тарифному руководству №4 и нормативно-правовым документам Росжелдор — остановочный пункт 611 км, в служебных расписаниях и в общем употреблении — Кузнецовка. Согласно системе отсчёта железнодорожных километров и наименований, с ним связанных, остановочный пункт должен иметь наименование 612-й км, однако во многих странах постсоветского пространства во избежание бюрократических процедур на это не обращают внимание.

### Происшествия
Помимо случая 1976 года (см. раздел "История" выше), 1 июля 2019 года, на перегоне Заваруйка — Себеж водитель грузового автомобиля, грубо нарушив правила дорожного движения, выехал на железнодорожный переезд автодороги 58К-284 (Опочка — Дубровка — граница с Беларусью) при исправно действующей сигнализации перед приближающимся рабочим поездом №8753. Машинист применил экстренное торможение, но расстояние было недостаточным для предотвращения столкновения. В результате ДТП машинист поезда погиб, помощник машиниста госпитализирован в тяжелом состоянии (и впоследствии, как сообщалось ранее со ссылкой на собственные источники, скончался). Также пострадали трое работников, находившихся в поезде. На место направлен восстановительный поезд со станции Новосокольники.